# 식 퍼피스
식 퍼피스(Sick Puppies)는 1997년 오스트레일리아 뉴사우스웨일스주 시드니에서 결성된 록 밴드다.
2014년 10월 20일 리드보컬이자 기타를 맡고 있었던 사이먼 무어가 탈퇴하였고, 2016년 2월 8일에 브라이언 스콧이 새 리드보컬 및 기타로 영입되었다.

## 구성원

### 현재
- 엠마 안자이 - 베이스/보컬 (1997년 ~ 현재)
- 마크 굿윈 - 드럼/백킹 보컬 (2003년 ~ 현재)
- 브라이언 스콧 - 리드 보컬/기타 (2016년 ~ 현재)

### 과거
- 크리스 마일스키 - 드럼/백킹 보컬 (1997년 ~ 2003년)
- 사이먼 무어 - 리드 보컬/기타 (1997년 ~ 2014년)

## 음반 목록
- 1집 Welcome to the Real World(2001년)
- 2집 Dressed Up as Life(2007년)
- 3집 Tri-Polar(2009년)
- 4집 Connect(2013년)
- 5집 Fury (2016년)